# المجلس الديني في القوقاز
المجلس الديني للقوقاز (حتى عام 1992 - "الإدارة الروحية لمسلمي منطقة القوقاز") هو أعلى جهاز روحي وإداري لمسلمي بلدان منطقة القوقاز الواقعة في باكو.

## القادة
رئيس الطائفة الشيعية شيخ الإسلام هو رئيس رابطة المسلمين القوقازيين. المفتي الذي هو رئيس الطائفة السنية هو نائبه.

### شيخ الإسلام
تأسست أول مرتبة لشيخ الإسلام في القوقاز في عام 1823م. حتى الآن أصبح 12 شخصًا شيخًا للإسلام. وترد مدة ولايتهم في الجدول التالي:
| #  | اسم                       |                     |
| -- | ------------------------- | ------------------- |
| 1  | محمد علي حسين زاده        | 1823–1846           |
| 2  | فاضل إيرافاني             | 1846–1862           |
| 3  | أحمد حسين زاده            | 1862–1884           |
| 4  | ميرزا حسن طاهر زاده       | 1885–1894           |
| 5  | عبد السلام أخوند زاده     | 1895–1907           |
| 6  | محمد حسن مولى زاده شاكافي | 1907–1909           |
| 7  | محمد بيشنامة زاده         | 1909–1918           |
| 8  | آغا علي زاده              | 1918–1920 1944–1954 |
| 9  | محسن حكيم زاده            | 1954–1966           |
| 10 | علي آغا سليمان زاده       | 1968–1976           |
| 11 | ميرغازانفر إبراهيموف      | 1978–1979           |
| 12 | الله شكر باشا زاده        | 1980–حتى الآن       |

### المفتون
أٌسس منصب أول مفتي للمسلمين المنتمين إلى المدرسة الإسلامية السنية في القوقاز في عام 1832. حتى الآن كان هناك 11 مفتيًا. ويظهر الجدول أدناه مدة ولايتهم:

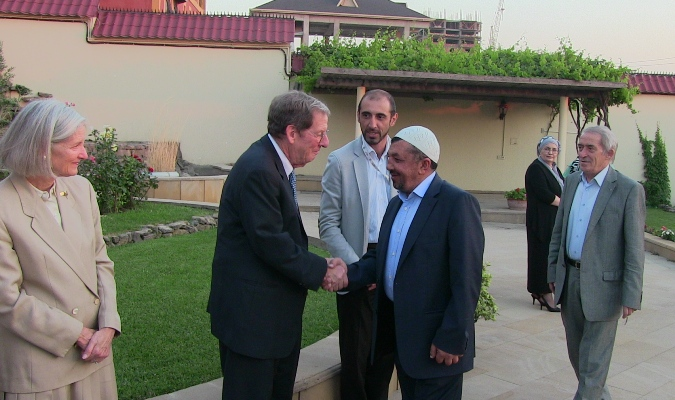
لقاء ريتشارد مورنينج ستار والحاج سلمان موساييف خلال مائدة الإفطار التي افتتحتها السفارة الأمريكية. 10 تموز 2014

| #  | اسم                      | فترة          |
| -- | ------------------------ | ------------- |
| 1  | تاج الدين مصطفى          | 1832–1840     |
| 2  | عثمان فيليزادي           | 1842–1847     |
| 3  | محمد مفتي زاده           | 1847–1880     |
| 4  | عبد الحميد أفندي زاده    | 1872–1880     |
| 5  | ميرزا حسين أفندي قاييبوف | 1883–1917     |
| 6  | إبراهيم أفندي زاده       | 1944–1955     |
| 7  | أسد الله ديبيروف         | 1956–1959     |
| 8  | شريف فيليزاد             | 1960–1966     |
| 9  | أحمد بوزجيزيف            | 1968–1969     |
| 10 | إسماعيل أحمدوف           | 1969–1986     |
| 11 | سلمان موساييف            | 1989–حتى الآن |

## طالع أيضًا
- تصنيف:شيوخ الإسلام في المجلس الديني للقوقاز
- تصنيف:مفتو المجلس الديني في القوقاز
- الإسلام في الاتحاد السوفييتي
- الإسلام في روسيا
- مفتي
- مسجد تازة بير